# تلكيف
تلكيف (باللغة الكلدانية:ܬܠ ܟܐܦܐ) وتسمى كذلك تل كيبا وهي بلدة عراقية كلدانية ومركز قضاء في محافظة نينوى في شمال غرب العراق وتبعد عن مدينة الموصل ومن خرائب نينوى حوالي 18 كلم شمال شرق شرقها وتشغل أرض منخفضة محاطا بالهضاب، معنى اسم تلكيف باللغة الكلدانية هو تل كيبا أي تل الحجارة..
إن أقدم ما ذكر عن تلكيف قد سجل في كتاب آشور المسيحية لمؤلفة جان فييه حين تطرق إلى ذكر المغول ونهبهم لتلكيف عام (1508م)، وفي عام (1562م) يختفي اسم تلكيف وراء اسم شيبتيان في قائمة الخورنات، واسم تلكيف قد بدل بشيبتيان لأسباب نجهلها، وبعد مرور قرنين تقريباً نعثر على مصدر آخر للسيد فتح الله القادوري حيث كتب عن حوادث عام (1743م) ما نصه «إن الفرس بقيادة نادر شاه إذ لم يتمكنوا من أن يحتلوا الموصل عزوا أنفسهم بنهب وحرق القرى المجاورة ومن بينها تلكيف».
أما بعد هذا التاريخ فإن اسم تلكيف يأتي بتواتر خاصة في عشرات المخطوطات الكلدانية أما بعد هذا التاريخ فإن اسم تلكيف يأتي بتواتر خاصة في عشرات المخطوطات الكلدانية - التي ترجع إلى عصور متأخرة والتي قد تفرقت في عدة خزانات تشير إلى أنها كتبت في تلكيف أو أن مؤلفها هو من أهاليها «وقد تم نسخ هذه المخطوطات بين القرن السابع عشر وأوائل القرن العشرين» وأقدمها مؤرخ عام (1648م). وفي عام (1822م) قال المنشئ البغدادي عن تلكيف «أنها من قرى الموصل تبلغ بيوتها ثلاثة آلاف بيت من المسيحيين الكلدان».

## نفوس البلدة
سكان تلكيف أغلبيتهم من الكلدان ويتبعون الكنيسة الكلدانية الكاثوليكية وكذلك يتواجد الآشوريين فيها مع أعداد من العرب السنة والإيزيديين فيها، كانت تلكيف أكبر قرية مسيحية في المنطقة منذ القرن (16) وحتى عام (1960)، إذ كان يبلغ عدد نفوسها (2500) نسمة عام (1768) وبسبب الطاعون والآفات الطبيعية انخفض العدد إلى (1500) عام (1882)، ثم أصبح (2500) عام (1891)، وتقلص إلى (1500) عام (1923) في أعقاب الحرب العالمية الأولى، ثم قفز إلى (14) ألف و (300) عام (1933م) وأصبح عشرة آلاف عام (1937) وتقلص بسبب النزوح والحرب إلى (6819) عام (1947م)، وغدا (7108) عام (1968) وقد هاجرها الكثير من أهاليها إلى بغداد والولايات المتحدة خاصة.

## معالمها
يمكننا أن نتعرف على أهم المعالم في البلدة مبتدئين بكنيستها الكبيرة التي تجذب أنظار سائر القادمين إلى تلكيف والمقامة خلف تل تلكيف الأثري من الناحية الجنوبية. وفي الواقع أنها تضم كنيستين ومعبداً صغيراً في مجموعة واحدة أكبرها شيّدت على اسم قلب يسوع وأقيمت على أنقاض كنيسة قديمة وصغيرة كانت تدعى كنيسة مار قرياقوس الشهيد وكان ذلك عام (1911م) في عهد البطريرك عمانوئيل الثالث دلي وتعتبر هذه الكنيسة من كبريات الكنائس في العراق حيث تبلغ مساحتها نحو (1280) متر مربع وارتفاعها نحو (16) متر.
أما الكنيسة الثانية فهي كنيسة الرسولين بطرس وبولس وهي ملاصقة لكنيسة قلب يسوع وتشكل معها زاوية قائمة.
وإلى الجهة الشمالية بموازاة كنيسة قلب يسوع يقع معبد صغير للعذراء أُقيم عام (1940م) على أنقاض كنيسة أقدم منها أُقيمت على اسم مريم العذراء المنتقلة إلى السماء. كما وهنالك العديد من المزارات منها مزار مار يوسف، مزار مارت شموني، مزار مار يوحنا المعمذان، مزار بوخت سهدا وغيرها.
ومن أهم معالمها الأثرية هو تلُّها الذي هو حالياً عبارة عن مقبرة لكنه قبل القرن التاسع عشر لم يكن كذلك بل كان تلاً أثرياً كما يقول الباحث الآثاري بهنام أبو الصوف يعود إلى عصر الأدوار الآشورية والأكدية والدور المعروف بطبقة نينوى الخامسة من بداية الألف الثالث قبل الميلاد والذي ظهرت فخارياته المميزة في الموقع. و«تل تلكيف» يحوي بقايا هي أقدم من تلك العهود يعود زمنها إلى عصر الوركاء (3500 ق.م) وعصر العبيد (4000 ق.م) وربما إلى أدوار أخرى أقدم أي من أوائل تأسيس القرى في بلاد ما بين النهرين كأدوار حلف وسامراء وحسونة في الألفين الخامس والسادس قبل الميلاد.
لقد اهتم أهالي تلكيف بالثقافة وبرز فيهم رجال حملوا راية العلم عالية. وأقدم نص يدل على ذلك هو ما جاء في كتاب «المرأة الجلية» للبطريرك يوسف الثاني آل معروف حيث يذكر في مقدمة كتابه «أنه ولد عام (1667م) في تلكيف وتثقف فيها وانعكف على درس الكتب السريانية واقتباس معارفها آخذاً من معلمين ماهرين» وفي عام (1856م) نجد ذكر المدرسة صريحاً فقد ورد في حياة الأب شموئيل جميل «أن والديه قد أدخلاه إلى المدرسة في القرية (تلكيف) فتعلم مبادئ اللغة الكلدانية والعربية».
وفي تلكيف كان للكنيسة الفضل الأول في التثقيف حيث كانت الكنائس كالأديرة تنشئ مدارس داخل مبانيها أو ملصقةً بها. ومنذ مطلع القرن (20) قامت في تلكيف كنيسة منتظمة لتعليم اللغة الكلدانية واللغة العربية ومبادئ الحساب وأصول الدين، حتى فُتحت سنة (1919م) أو مدرسة حكومية رسمية.

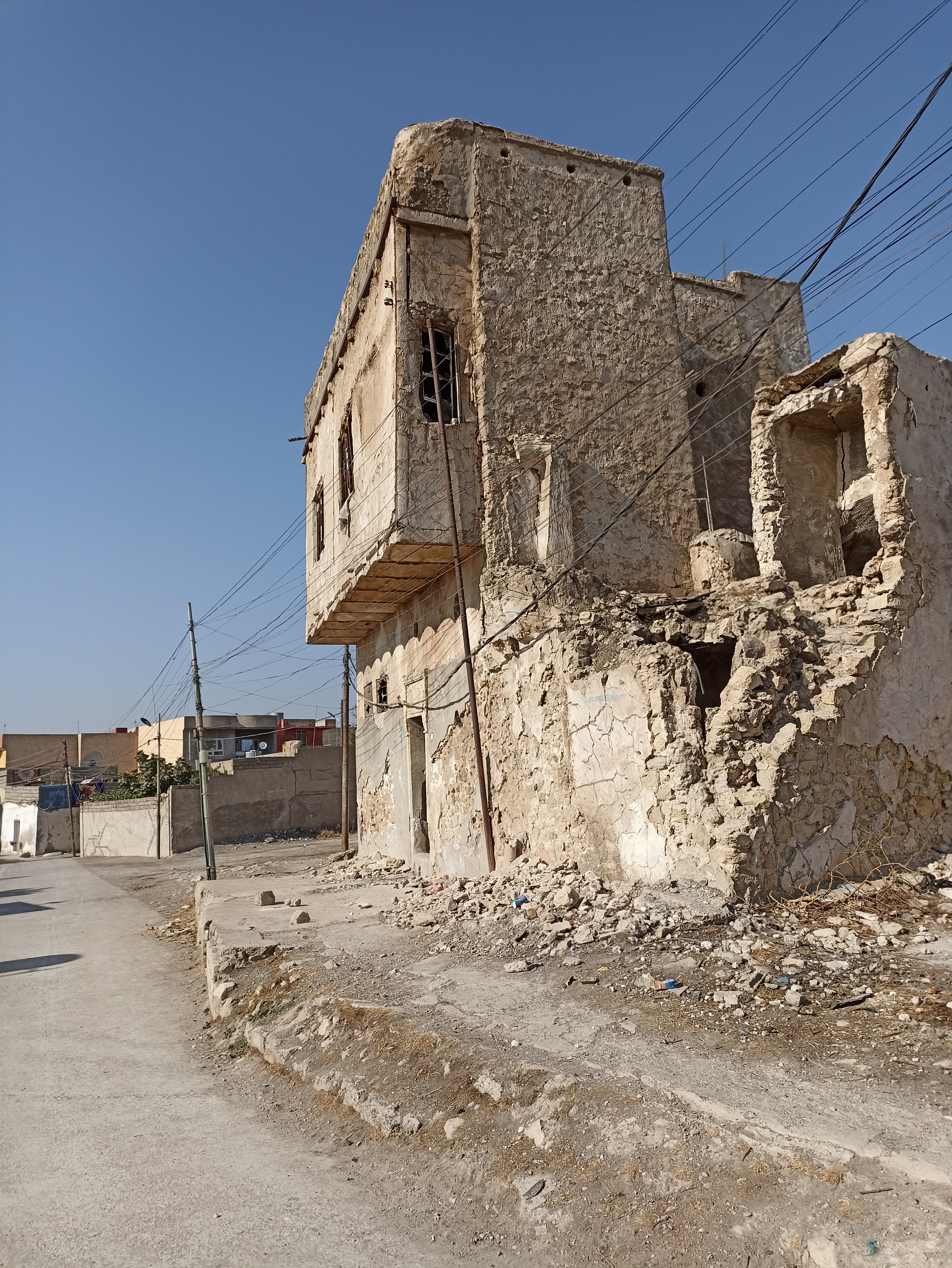
صورة لأحد البيوت القديمة في تلكيف

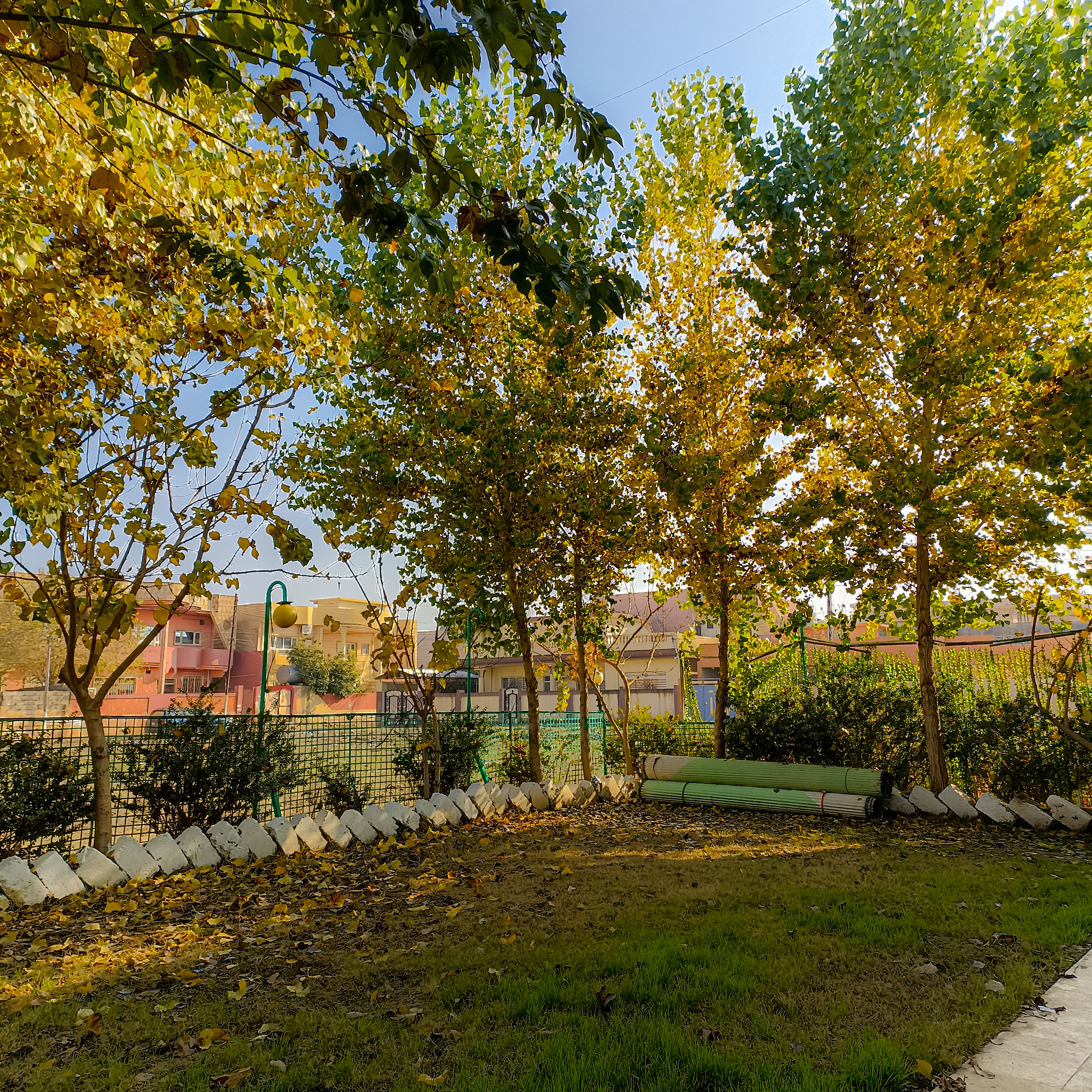
صورة لأحد حدائق مدينة تلكيف في فصل الخريف

وتضم كنيسة تلكيف مجموعةً كبيرة من المخطوطات الكلدانية أقدمها من القرن (16) ومعظمها طقسية، ومن مشاهير خطاطيها إيشو يوسف القس جمال الدين القس هرمز، ودنحا إيليا، والقس إسحق مقدسي بختيشوع، وشمعون بطرس ديزا، والقس أندراوس يوسف أسمر وغيرهم.

## أعلام
- طارق عزيز - وزير الخارجية العراقي .
- يوسف مالك - كاتب سياسي وصحفي.
- يوسف الثاني المعروف (1667-1713).
- يوسف بن جمال الدين - قس.
- وماريا تيريزا أسمر - كاتبة.
- شموئيل جميل - مؤلف.
- حني نويثا دلو (توفيت عام 1946) - شاعرة الشعبية .
- رفائيل بابو إسحق (1893-1964) - مؤرخ.
- مريم نرمة (1891) - صحفية أصدرت جريدة «فتاة العرب».
- يوسف هرمز جمو (1892 - 1965) - صحفي وكاتب عراقي. انشأ جريدة الحياة وصوت الشعب.[3][4]
- إسكندر معروف - صحفي أسس عدة جرائد آخرها «صوت العروبة».
- يوسف ميري - شماس.